# Saint Mary Ranger Station
Pour les articles homonymes, voir Saint-Mary.
La Saint Mary Ranger Station est une station de rangers américaine située dans le comté de Flathead, dans le Montana. Protégée au sein du parc national de Glacier, elle a été construite en 1913 dans une architecture qui annonce le style rustique du National Park Service. Elle est inscrite au Registre national des lieux historiques depuis le 14 février 1986.